# 아롄구

아롄 구의 위치

아롄구(한국어: 아련구, 중국어: 阿蓮區, 병음: Ālián Qū)는 중화민국 가오슝시의 구이다. 넓이는 9.2878km2이고, 인구는 2015년 8월 기준으로 29,368명이다.

## 지리
아롄 구는 가오슝 시내 북부에 위치하고 동쪽은 톈랴오 구와, 서쪽은 루주 구와, 남쪽은 강산 구와, 북쪽은 얼런 계(二仁渓)를 사이에 두고 타이난 현 구이런 향, 관먀오 향과 각각 접하고 있다. 동부는 다강 산(大崗山) 이외에 지세는 평탄하다. 열대 몬순 기후에 속해 양질인 토양을 가지고 있어 농경에 적절하다.

## 같이 보기
- 가오슝시